# 汽缸本體

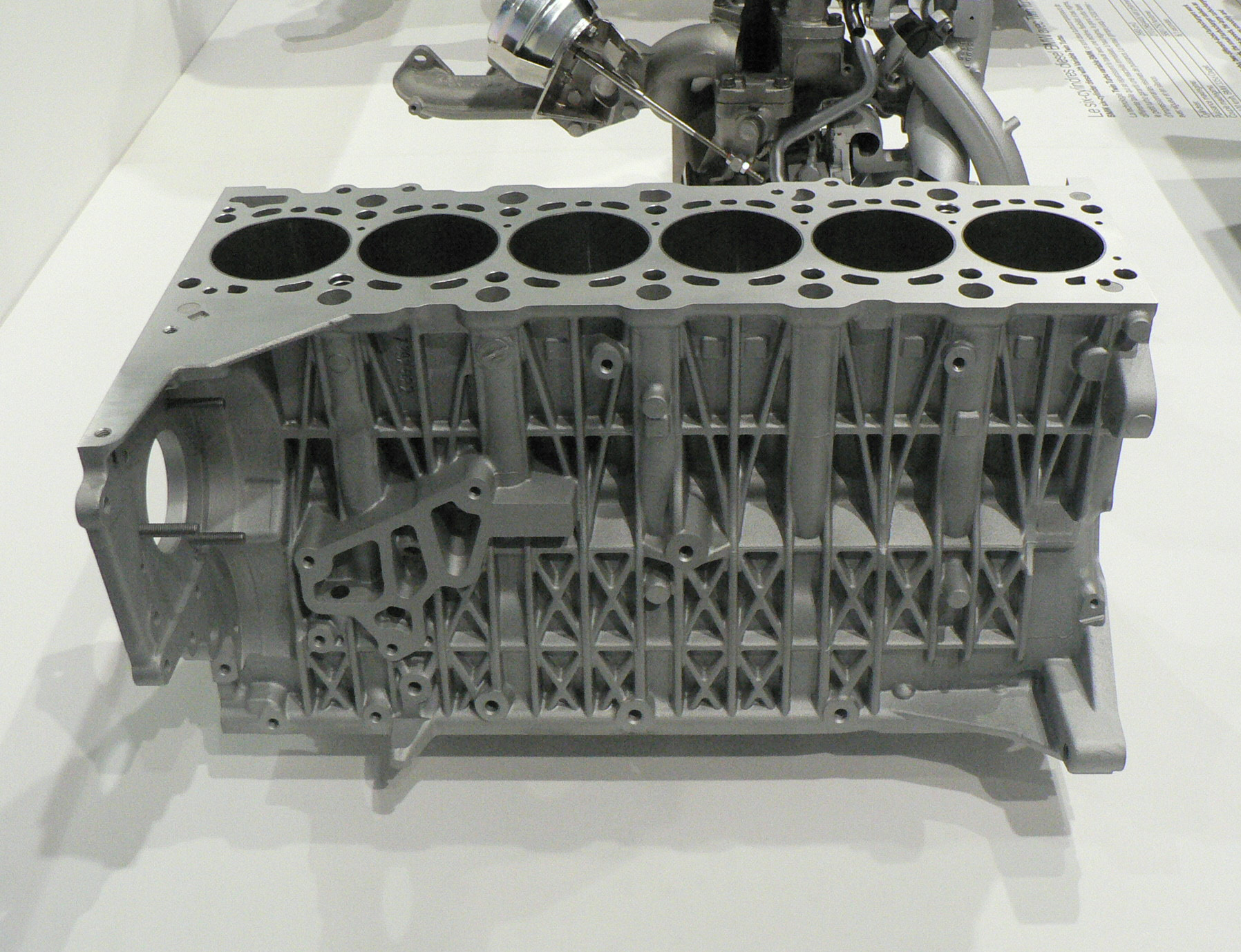
BMW直六引擎的汽缸本體

汽缸本體（英語：或）是引擎的基本架構，上方緊接著汽缸頭，而下方則接著曲軸箱；汽缸本體也是引擎下半座的主要部份。

## 材質
汽缸本體是以壓鑄法或翻沙鑄模法鑄造而成，材質通常為鋁或鐵，因此又有了鋁合金汽缸和鑄鐵汽缸之分。鑄鐵汽缸比鋁合金汽缸還要重，一般認為鑄鐵汽缸的強度比鋁合金汽缸大，尤其是在強制進氣（如渦輪增壓）的情況下，鑄鐵的材質會比較耐用，但其實這跟缸套的材質與設計才最有關係。汽缸的內襯（cylinder liner）稱之為缸套，只有薄薄的一層，通常採用球墨鑄鐵（或稱延性鑄鐵，ductile iron）製成，直接與活塞環接觸，在汽缸本體鑄造成型後，加工壓入其內。也有僅用鋁合金製成和熱處理加工而沒有缸套的汽缸，或是利用鎳基複合電鍍技術鍍上一層薄膜來取代缸套，這俗稱為陶瓷汽缸。

## 冷卻
空冷式引擎的汽缸本體上佈滿散熱鰭片，以利散熱。水冷式引擎則在缸套周圍佈滿水道（water jacket），讓冷卻水通過帶走熱。根據水道的開放程度，又有所謂的開放式水道（open deck）以及封閉式水道（close deck）之分。若水道環繞缸套，使汽缸在汽缸床部分沒有任何接觸的支撐點，稱之為開放式水道。若汽缸床能跟汽缸相接並支撐缸體，則稱之為封閉式水道。
開放式水道由於汽缸頂部沒有任何支撐，一般認為跟封閉式水道相較之下，強度略嫌不足。當缸內壓力超過原廠設計的界限時，汽缸有可能移位，甚至破裂。不過它的好處則是冷卻水在流通過汽缸床時較無阻礙，冷卻效果佳（越靠近汽缸床，其工作溫度也就越高）。開放式水道的設計，也跟鑄造本體時所採用的壓鑄法有絕對的關係。封閉式水道的汽缸本體則都採用翻沙鑄模的方式鑄成。